# Света Луција на Светском првенству у атлетици у дворани 2018.
Света Луција је учествовала на 17. Светском првенству у атлетици у дворани 2018. одржаном у Бирмингему од 1. до 4. марта седми пут. Репрезентацију Свете Луције представљало двоје атлетичара (1 мушкарац и 1 жена) који су се такмичили у 2 дисциплине.,
На овом првенству такмичари Свете Луције нису освојили ниједну медаљу али је оборен један лични рекорд.

## Учесници
| Мушкарци: - Ник Јуниор Џосеф — 60 м | Жене: - Леверн Спенсер — Скок увис |  |

## Резултати

### Мушкарци
| Атлетичарка      | Дисциплина | Лични рекорд | Квалификације | Квалификације | Полуфинале           | Полуфинале           | Финале               | Финале | Детаљи |
| Атлетичарка      | Дисциплина | Лични рекорд | Резултат      | Место         | Резултат             | Место                | Резултат             | Место  | Детаљи |
| ---------------- | ---------- | ------------ | ------------- | ------------- | -------------------- | -------------------- | -------------------- | ------ | ------ |
| Ник Јуниор Џосеф | 60 м       |              | 7,07 ЛР       | 7. у гр. 5    | Није се квалификовао | Није се квалификовао | Није се квалификовао | 7 / 17 |        |

### Жене
| Атлетичарка    | Дисциплина | Лични рекорд | Финале   | Финале  | Детаљи |
| Атлетичарка    | Дисциплина | Лични рекорд | Резултат | Место   | Детаљи |
| -------------- | ---------- | ------------ | -------- | ------- | ------ |
| Леверн Спенсер | Скок увис  | 1,95 НР      | 1,84     | 10 / 13 |        |